# Waking Up the World Tour (Bryan Adams)
Waking Up the World Tour è stato un tour mondiale di Bryan Adams a supporto del suo album Waking Up the Neighbours, svoltosi tra il 1991 e il 1994.
Prima di pubblicare l'album Waking Up the Neighbours, Adams era già in tour, in Europa, per alcune date con i ZZ Top, in tournée per l'album Recycler.
Il Waking Up the World Tour inizia il 24 ottobre 1991 a Belfast, in Irlanda del Nord, per poi proseguire per oltre 270 date fino al 1994, il tour dà continuità al successivo So Far So Good Tour. Il tour fa tappa in diverse nazioni, dagli Stati Uniti d'America al Canada e al Messico, per poi passare in Europa e in Asia.Nel gennaio del 1994, è stato il primo artista rock occidentale ad esibirsi in Vietnam dalla fine della guerra.
In Italia il tour arriva per tre date: nel dicembre del 1991 a Milano, il primo giugno a Roma e il giorno successivo a Bologna nel 1992.

## Artisti d'apertura
Nel tour Adams si avvale di alcune band di supporto quali:
Regno Unito e Europa
- Extreme
- Squeeze
- Little Angels
- Texas
- Steve Forbert

Nord America (Stati Uniti e Canada)
- Mr. Big
- The Storm
- Extreme
- Steve Miller Band

### Waking Up the World Tour 1991-1994
| Numero | Data     | Luogo                                              | Bandiera                       | Nazione               |
| ------ | -------- | -------------------------------------------------- | ------------------------------ | --------------------- |
| 1      | 08/06/91 | Jubeck Festival, Jubeck                            | Germania (bandiera)            | Germania              |
| 2      | 10/06/91 | Vallenhorin, Oslo                                  | Norvegia (bandiera)            | Norvegia              |
| 3      | 12/06/91 | Gentofte Park, Copenaghen - (con ZZ Top)           | Danimarca (bandiera)           | Danimarca             |
| 4      | 15/06/91 | Maimarkthalle, Mannheim - (con ZZ Top)             | Germania (bandiera)            | Germania              |
| 5      | 16/06/91 | Zeppelinveld, Norimberga - (con ZZ Top)            | Germania (bandiera)            | Germania              |
| 6      | 17/06/91 | CFB Armed Forces, Landeplatz, Baden-Baden          | Germania (bandiera)            | Germania              |
| 7      | 19/06/91 | Waldbuhne, Berlino - (con ZZ Top)                  | Germania (bandiera)            | Germania              |
| 8      | 20/06/91 | Waldbuhne, Berlino - (con ZZ Top)                  | Germania (bandiera)            | Germania              |
| 9      | 21/06/91 | Mungersdorfer Stadion, Colonia - (con ZZ Top)      | Germania (bandiera)            | Germania              |
| 10     | 23/06/91 | St. Jakob Stadium, Basilea - (con ZZ Top)          | Svizzera (bandiera)            | Svizzera              |
| 11     | 25/06/91 | Palais Des Sports, Tolosa - (con ZZ Top)           | Francia (bandiera)             | Francia               |
| 12     | 27/06/91 | Palais De La Beaujoire, Nantes - (con ZZ Top)      | Francia (bandiera)             | Francia               |
| 13     | 28/06/91 | Palais Omnisports de Bercy, Parigi - (con ZZ Top)  | Francia (bandiera)             | Francia               |
| 14     | 29/06/91 | Palais Omnisports de Bercy, Parigi - (con ZZ Top)  | Francia (bandiera)             | Francia               |
| 15     | 30/06/91 | Palais Omnisports de Bercy, Parigi - (con ZZ Top)  | Francia (bandiera)             | Francia               |
| 16     | 02/07/91 | Halle Tony Garnier, Lione - (con ZZ Top)           | Francia (bandiera)             | Francia               |
| 17     | 03/07/91 | Vitrolles, Marsiglia - (con ZZ Top)                | Francia (bandiera)             | Francia               |
| 18     | 06/07/91 | Milton Keynes Bowl - (con ZZ Top)                  | Inghilterra (bandiera)         | Inghilterra           |
| 19     | 10/08/91 | Centennial Park, Revelstoke, BC                    | Canada (bandiera)              | Canada                |
| 20     | 24/10/91 | Dundonald Ice Rink, Belfast                        | Irlanda del Nord (bandiera)    | Irlanda del Nord      |
| 21     | 26/10/91 | RDS, Dublino                                       | Irlanda (bandiera)             | Irlanda               |
| 22     | 28/10/91 | Aberdeen AE&CC, Aberdeen                           | Scozia (bandiera)              | Scozia                |
| 23     | 29/10/91 | SE&CC, Glasgow                                     | Scozia (bandiera)              | Scozia                |
| 24     | 30/10/91 | Ice Rink, Whitley Bay                              | Inghilterra (bandiera)         | Inghilterra           |
| 25     | 01/11/91 | Sheffield Arena, Sheffield                         | Inghilterra (bandiera)         | Inghilterra           |
| 26     | 02/11/91 | Sheffield Arena, Sheffield                         | Inghilterra (bandiera)         | Inghilterra           |
| 27     | 04/11/91 | Birmingham NEC, Birmingham                         | Inghilterra (bandiera)         | Inghilterra           |
| 28     | 06/11/91 | Wembley Arena, Londra                              | Inghilterra (bandiera)         | Inghilterra           |
| 29     | 07/11/91 | Wembley Arena, Londra                              | Inghilterra (bandiera)         | Inghilterra           |
| 30     | 08/11/91 | Wembley Arena, Londra                              | Inghilterra (bandiera)         | Inghilterra           |
| 31     | 09/11/91 | Birmingham NEC, Birmingham                         | Inghilterra (bandiera)         | Inghilterra           |
| 32     | 11/11/91 | Flanders Expo, Gand                                | Belgio (bandiera)              | Belgio                |
| 33     | 13/11/91 | The Ahoy, Rotterdam                                | Paesi Bassi (bandiera)         | Paesi Bassi           |
| 34     | 14/11/91 | The Ahoy, Rotterdam                                | Paesi Bassi (bandiera)         | Paesi Bassi           |
| 35     | 16/11/91 | Scandinavium, Göteborg                             | Svezia (bandiera)              | Svezia                |
| 36     | 17/11/91 | Spektrum, Oslo                                     | Norvegia (bandiera)            | Norvegia              |
| 37     | 18/11/91 | Valbyhallen, Copenaghen                            | Danimarca (bandiera)           | Danimarca             |
| 38     | 20/11/91 | Ice Rink, Helsinki                                 | Finlandia (bandiera)           | Finlandia             |
| 39     | 22/11/91 | Globen, Stoccolma                                  | Svezia (bandiera)              | Svezia                |
| 40     | 24/11/91 | Sporthalle, Colonia                                | Germania (bandiera)            | Germania              |
| 41     | 25/11/91 | Olympiahalle, Monaco                               | Germania (bandiera)            | Germania              |
| 42     | 26/11/91 | Schleyerhalle, Stoccarda                           | Germania (bandiera)            | Germania              |
| 43     | 28/11/91 | Carl-Diem-Halle, Würzburg                          | Germania (bandiera)            | Germania              |
| 44     | 29/11/91 | Eilenriedehalle, Hannover                          | Germania (bandiera)            | Germania              |
| 45     | 30/11/91 | Festhalle, Francoforte sul Meno                    | Germania (bandiera)            | Germania              |
| 46     | 02/12/91 | Elysee Montmartre, Parigi                          | Francia (bandiera)             | Francia               |
| 47     | 03/12/91 | Saarlandhalle, Saarbrücken                         | Germania (bandiera)            | Germania              |
| 48     | 04/12/91 | Hallenstadion, Zurigo                              | Svizzera (bandiera)            | Svizzera              |
| 49     | 05/12/91 | Patinoire du Littoral, Neuchâtel                   | Svizzera (bandiera)            | Svizzera              |
| 50     | 06/12/91 | Palatrussardi, Milano                              | Italia (bandiera)              | Italia                |
| 51     | 09/12/91 | Palacio Municipal de Deportes, Barcellona          | Spagna (bandiera)              | Spagna                |
| 52     | 10/12/91 | Pabellon de Deportes del Real Madrid, Madrid       | Spagna (bandiera)              | Spagna                |
| 53     | 11/12/91 | Pabellon de la Casilla, Bilbao                     | Spagna (bandiera)              | Spagna                |
| 54     | 13/12/91 | Estadio de Alvalde, Lisbona                        | Portogallo (bandiera)          | Portogallo            |
| 55     | 14/12/91 | Exonor - Pavillion 1, Porto                        | Portogallo (bandiera)          | Portogallo            |
| 56     | 17/12/91 | Laugadalla Hollin, Reykjavík                       | Islanda (bandiera)             | Islanda               |
| 57     | 10/01/92 | Ritz Theatre, New York                             | Stati Uniti (bandiera)         | Stati Uniti d'America |
| 58     | 12/01/92 | Center 2000, Sydney, NS                            | Canada (bandiera)              | Canada                |
| 59     | 14/01/92 | Civic Center, Halifax, NS                          | Canada (bandiera)              | Canada                |
| 60     | 16/01/92 | Civic Centre, Ottawa, ON                           | Canada (bandiera)              | Canada                |
| 61     | 17/01/92 | Forum, Montréal, PQ                                | Canada (bandiera)              | Canada                |
| 62     | 18/01/92 | Maple Leaf Gardens, Toronto, ON                    | Canada (bandiera)              | Canada                |
| 63     | 20/01/92 | London Gardens, London, ON                         | Canada (bandiera)              | Canada                |
| 64     | 21/01/92 | Memorial Arena, Kingston, ON                       | Canada (bandiera)              | Canada                |
| 65     | 22/01/92 | Colisee De Quebec, Québec, PQ                      | Canada (bandiera)              | Canada                |
| 66     | 24/01/92 | Sault Memorial Gardens, Sault St. Marie, ON        | Canada (bandiera)              | Canada                |
| 67     | 26/01/92 | Brandon, MB                                        | Canada (bandiera)              | Canada                |
| 68     | 27/01/92 | Saskatchewan Place, Saskatoon, SK                  | Canada (bandiera)              | Canada                |
| 69     | 28/01/92 | Northlands Coliseum, Edmonton, AB                  | Canada (bandiera)              | Canada                |
| 70     | 29/01/92 | Saddledome, Calgary, AB                            | Canada (bandiera)              | Canada                |
| 71     | 31/01/92 | P.N.E., Vancouver, BC                              | Canada (bandiera)              | Canada                |
| 72     | 08/02/92 | The Supertop, MT Smart Stadium, Auckland           | Nuova Zelanda (bandiera)       | Nuova Zelanda         |
| 73     | 10/02/92 | Entertainment Centre, Sydney                       | Australia (bandiera)           | Australia             |
| 74     | 11/02/92 | Entertainment Centre, Sydney                       | Australia (bandiera)           | Australia             |
| 75     | 13/02/92 | Entertainment Centre, Sydney                       | Australia (bandiera)           | Australia             |
| 76     | 15/02/92 | Entertainment Centre, Sydney                       | Australia (bandiera)           | Australia             |
| 77     | 16/02/92 | Flinders Park Tennis Centre, Melbourne             | Australia (bandiera)           | Australia             |
| 78     | 17/02/92 | Flinders Park Tennis Centre, Melbourne             | Australia (bandiera)           | Australia             |
| 79     | 21/02/92 | Sendai Gym, Sendai                                 | Giappone (bandiera)            | Giappone              |
| 80     | 23/02/92 | Yokohama Arena, Yokohama                           | Giappone (bandiera)            | Giappone              |
| 81     | 25/02/92 | Rainbow Hall, Nagoya                               | Giappone (bandiera)            | Giappone              |
| 82     | 27/02/92 | Hiroshima Sunplaza Hall, Hiroshima                 | Giappone (bandiera)            | Giappone              |
| 83     | 28/02/92 | Castle Hall, Osaka                                 | Giappone (bandiera)            | Giappone              |
| 84     | 29/02/92 | Castle Hall, Osaka                                 | Giappone (bandiera)            | Giappone              |
| 85     | 02/03/92 | Yoyogi Olympic Swimming Pool, Tokyo                | Giappone (bandiera)            | Giappone              |
| 86     | 03/03/92 | Yoyogi Olympic Swimming Pool, Tokyo                | Giappone (bandiera)            | Giappone              |
| 87     | 04/03/92 | Yoyogi Olympic Swimming Pool, Tokyo                | Giappone (bandiera)            | Giappone              |
| 88     | 05/03/92 | Yoyogi Olympic Swimming Pool, Tokyo                | Giappone (bandiera)            | Giappone              |
| 89     | 06/03/92 | Yoyogi Olympic Swimming Pool, Tokyo                | Giappone (bandiera)            | Giappone              |
| 90     | 07/03/92 | Yoyogi Olympic Swimming Pool, Tokyo                | Giappone (bandiera)            | Giappone              |
| 91     | 15/03/92 | Shoemaker Center, Cincinnati, OH                   | Stati Uniti (bandiera)         | Stati Uniti d'America |
| 92     | 17/03/92 | Richfield Coliseum, Cleveland, OH                  | Stati Uniti (bandiera)         | Stati Uniti d'America |
| 93     | 18/03/92 | Market Square Arena, Indianapolis, IN              | Stati Uniti (bandiera)         | Stati Uniti d'America |
| 94     | 20/03/92 | Civic Arena, Pittsburgh, PA                        | Stati Uniti (bandiera)         | Stati Uniti d'America |
| 95     | 21/03/92 | Palace Of Auburn Hills, Auburn Hills, Detroit, MI  | Stati Uniti (bandiera)         | Stati Uniti d'America |
| 96     | 22/03/92 | Palace Of Auburn Hills, Auburn Hills, Detroit, MI  | Stati Uniti (bandiera)         | Stati Uniti d'America |
| 97     | 24/03/92 | The Centrum, Worcester, MA                         | Stati Uniti (bandiera)         | Stati Uniti d'America |
| 98     | 25/03/92 | Nassau Coliseum, Uniondale, NY                     | Stati Uniti (bandiera)         | Stati Uniti d'America |
| 99     | 27/03/92 | Meadowlands Arena, E. Rutherford, NJ               | Stati Uniti (bandiera)         | Stati Uniti d'America |
| 100    | 28/03/92 | Memorial Auditorium, Buffalo, NY                   | Stati Uniti (bandiera)         | Stati Uniti d'America |
| 101    | 31/03/92 | Providence, RI                                     | Stati Uniti (bandiera)         | Stati Uniti d'America |
| 102    | 01/04/92 | Landover, MD                                       | Stati Uniti (bandiera)         | Stati Uniti d'America |
| 103    | 03/04/92 | Philadelphia Spectrum, Filadelfia, PA              | Stati Uniti (bandiera)         | Stati Uniti d'America |
| 104    | 04/04/92 | Capitol Center, Landover, Washington               | Stati Uniti (bandiera)         | Stati Uniti d'America |
| 105    | 05/04/92 | Civic Center, Roanoke, VA                          | Stati Uniti (bandiera)         | Stati Uniti d'America |
| 106    | 07/04/92 | The Coliseum, Hampton, VA                          | Stati Uniti (bandiera)         | Stati Uniti d'America |
| 107    | 09/04/92 | The Coliseum, Charlotte, NC                        | Stati Uniti (bandiera)         | Stati Uniti d'America |
| 108    | 10/04/92 | The Omni, Atlanta, GA                              | Stati Uniti (bandiera)         | Stati Uniti d'America |
| 109    | 11/04/92 | Orlando Controlplex Arena, Orlando, FL             | Stati Uniti (bandiera)         | Stati Uniti d'America |
| 110    | 12/04/92 | Miami Arena, Miami, FL                             | Stati Uniti (bandiera)         | Stati Uniti d'America |
| 111    | 14/04/92 | Civic Center, Pensacola, FL                        | Stati Uniti (bandiera)         | Stati Uniti d'America |
| 112    | 16/04/92 | Lakefront Arena, New Orleans, LA                   | Stati Uniti (bandiera)         | Stati Uniti d'America |
| 113    | 17/04/92 | Summit, Houston, TX                                | Stati Uniti (bandiera)         | Stati Uniti d'America |
| 114    | 18/04/92 | Reunion Center, Dallas, TX                         | Stati Uniti (bandiera)         | Stati Uniti d'America |
| 115    | 22/04/92 | The Myriad, Oklahoma City, OK                      | Stati Uniti (bandiera)         | Stati Uniti d'America |
| 116    | 24/04/92 | Municipal Auditorium, Nashville, TN                | Stati Uniti (bandiera)         | Stati Uniti d'America |
| 117    | 25/04/92 | Pyramid Arena, Memphis, TN                         | Stati Uniti (bandiera)         | Stati Uniti d'America |
| 118    | 26/04/92 | Barton Coliseum, Little Rock, AR                   | Stati Uniti (bandiera)         | Stati Uniti d'America |
| 119    | 28/04/92 | Rosemont Horizon, Rosemont, Chicago, IL            | Stati Uniti (bandiera)         | Stati Uniti d'America |
| 120    | 29/04/92 | Civic Auditorium, Omaha, NE                        | Stati Uniti (bandiera)         | Stati Uniti d'America |
| 121    | 01/05/92 | St. Louis Arena, St. Louis                         | Stati Uniti (bandiera)         | Stati Uniti d'America |
| 122    | 02/05/92 | Kemper Arena, Kansas City, KS                      | Stati Uniti (bandiera)         | Stati Uniti d'America |
| 123    | 03/05/92 | Target Center, Minneapolis, MN                     | Stati Uniti (bandiera)         | Stati Uniti d'America |
| 124    | 05/05/92 | Fiddlers Green Amphitheatre, Denver, CO            | Stati Uniti (bandiera)         | Stati Uniti d'America |
| 125    | 06/05/92 | Delta Center, Salt Lake City, UT                   | Stati Uniti (bandiera)         | Stati Uniti d'America |
| 126    | 08/05/92 | Coliseum, Spokane, WA                              | Stati Uniti (bandiera)         | Stati Uniti d'America |
| 127    | 09/05/92 | Tacoma Dome, Tacoma, WA                            | Stati Uniti (bandiera)         | Stati Uniti d'America |
| 128    | 10/05/92 | Memorial Coliseum, Portland, OR                    | Stati Uniti (bandiera)         | Stati Uniti d'America |
| 129    | 13/05/92 | Veterans Memorial Coliseum, Phoenix, AZ            | Stati Uniti (bandiera)         | Stati Uniti d'America |
| 130    | 15/05/92 | Forum, Inglewood, Los Angeles, CA                  | Stati Uniti (bandiera)         | Stati Uniti d'America |
| 131    | 16/05/92 | Cow Palace, Fresno, San Francisco, CA              | Stati Uniti (bandiera)         | Stati Uniti d'America |
| 132    | 30/05/92 | Pau Stadium, Atene                                 | Grecia (bandiera)              | Grecia                |
| 133    | 01/06/92 | Palaghiaccio-Palamarino, Roma                      | Italia (bandiera)              | Italia                |
| 134    | 02/06/92 | Arena Parco Nord, Bologna                          | Italia (bandiera)              | Italia                |
| 135    | 04/06/92 | Palais Omnisports De Bercy, Parigi                 | Francia (bandiera)             | Francia               |
| 136    | 06/06/92 | Frankenhalle, Norimberga                           | Germania (bandiera)            | Germania              |
| 137    | 07/06/92 | Rock Am Ring, Nürburgring                          | Germania (bandiera)            | Germania              |
| 138    | 09/06/92 | Ostseehalle, Kiel                                  | Germania (bandiera)            | Germania              |
| 139    | 10/06/92 | Waldbuhne, Berlino                                 | Germania (bandiera)            | Germania              |
| 140    | 11/06/92 | Olympiahalle, Monaco                               | Germania (bandiera)            | Germania              |
| 141    | 13/06/92 | Sportpark Garbsen, Hannover                        | Germania (bandiera)            | Germania              |
| 142    | 15/06/92 | Brabanthallen, Den Bosch                           | Paesi Bassi (bandiera)         | Paesi Bassi           |
| 143    | 16/06/92 | Thialf Stadium, Heerenveen                         | Paesi Bassi (bandiera)         | Paesi Bassi           |
| 144    | 18/06/92 | Westfalenhalle, Dortmund                           | Germania (bandiera)            | Germania              |
| 145    | 20/06/92 | Valby Idraetspark, Copenaghen                      | Danimarca (bandiera)           | Danimarca             |
| 146    | 21/06/92 | Vejlby-Risskov, Aarhys-Risskov, Arhaus             | Danimarca (bandiera)           | Danimarca             |
| 147    | 24/06/92 | Sjohistorika Museet, Stoccolma                     | Svezia (bandiera)              | Svezia                |
| 148    | 27/06/92 | Isle Of Calf Festival, Oslo                        | Norvegia (bandiera)            | Norvegia              |
| 149    | 28/06/92 | Ruisrock Festival, Turku                           | Finlandia (bandiera)           | Finlandia             |
| 150    | 30/06/92 | Varsavia                                           | Polonia (bandiera)             | Polonia               |
| 151    | 02/07/92 | Praga                                              | Rep. Ceca (bandiera)           | Repubblica Ceca       |
| 152    | 02/07/92 | Base Nautiques De Maulsaucy, Belfort               | Francia (bandiera)             | Francia               |
| 153    | 04/07/92 | Torhout Festival, Torhout                          | Belgio (bandiera)              | Belgio                |
| 154    | 05/07/92 | Werchter Festival                                  | Belgio (bandiera)              | Belgio                |
| 155    | 07/07/92 | Maine Road, Manchester                             | Inghilterra (bandiera)         | Inghilterra           |
| 156    | 11/07/92 | Celtic Park, Glasgow                               | Scozia (bandiera)              | Scozia                |
| 157    | 12/07/92 | Gateshead International Stadium                    | Inghilterra (bandiera)         | Inghilterra           |
| 158    | 14/07/92 | Portman Road, Ipswich                              | Inghilterra (bandiera)         | Inghilterra           |
| 159    | 18/07/92 | Wembley Stadium, Londra                            | Inghilterra (bandiera)         | Inghilterra           |
| 160    | 19/07/92 | Cardiff Arms Park, Cardiff                         | Galles (bandiera)              | Galles                |
| 161    | 21/07/92 | Theatre Antique De Vienne, Lione                   | Francia (bandiera)             | Francia               |
| 162    | 22/07/92 | Paleo Festival, Nyon                               | Svizzera (bandiera)            | Svizzera              |
| 163    | 24/07/92 | Fussballstadion Hardtur, Zurigo                    | Svizzera (bandiera)            | Svizzera              |
| 164    | 25/07/92 | Praterstadion, Vienna                              | Austria (bandiera)             | Austria               |
| 165    | 26/07/92 | Bozik Stadion, Budapest                            | Ungheria (bandiera)            | Ungheria              |
| 166    | 28/07/92 | Inonu Stadium, Istanbul                            | Turchia (bandiera)             | Turchia               |
| 167    | 29/07/92 | Tel Aviv                                           | Israele (bandiera)             | Israele               |
| 168    | 31/07/92 | Antibes Amphitheatre                               | Francia (bandiera)             | Francia               |
| 169    | 02/08/92 | Semple Stadium, Tipperary, Thurles                 | Irlanda (bandiera)             | Irlanda               |
| 170    | 10/08/92 | Benefit show, Madison Square Garden, New York      | Stati Uniti (bandiera)         | Stati Uniti d'America |
| 171    | 14/08/92 | Quidi Vidi Park, St. Johns, NF                     | Canada (bandiera)              | Canada                |
| 172    | 16/08/92 | Parlee Beach, Moncton, NB                          | Canada (bandiera)              | Canada                |
| 173    | 20/08/92 | JW Little Stadium, London, ON                      | Canada (bandiera)              | Canada                |
| 174    | 22/08/92 | Molson Park, Barrie                                | Canada (bandiera)              | Canada                |
| 175    | 23/08/92 | Agora Du Parc Des Iles, Montréal, Québec           | Canada (bandiera)              | Canada                |
| 176    | 25/08/92 | Super Ex, Ottawa, ON                               | Canada (bandiera)              | Canada                |
| 177    | 29/08/92 | Birds Hill Park, Dugald, Winnipeg, MB              | Canada (bandiera)              | Canada                |
| 178    | 30/08/92 | Big Valley Park, Craven, SK                        | Canada (bandiera)              | Canada                |
| 179    | 05/09/92 | Big Valley Park, Big Valley, AB, The Badlands      | Canada (bandiera)              | Canada                |
| 180    | 06/09/92 | Desert Park, Osoyoos, BC                           | Canada (bandiera)              | Canada                |
| 181    | 09/09/92 | Pauley Pavilion, UCLA, Los Angeles                 | Stati Uniti (bandiera)         | Stati Uniti d'America |
| 182    | 17/09/92 | King Eddy Hotel, Calgary                           | Canada (bandiera)              | Canada                |
| 183    | 03/10/92 | Music In The Gorge, Quincy, WA                     | Stati Uniti (bandiera)         | Stati Uniti d'America |
| 184    | 04/10/92 | BSU Pavillion, Boise, ID                           | Stati Uniti (bandiera)         | Stati Uniti d'America |
| 185    | 05/10/92 | Holt Arena, Pocatello, ID                          | Stati Uniti (bandiera)         | Stati Uniti d'America |
| 186    | 08/10/92 | Pacific Amphitheatre, Costa Mesa, Los Angeles      | Stati Uniti (bandiera)         | Stati Uniti d'America |
| 187    | 10/10/92 | Universal Amphitheatre, Universal City, CA         | Stati Uniti (bandiera)         | Stati Uniti d'America |
| 188    | 11/10/92 | Universal Amphitheatre, Universal City, CA         | Stati Uniti (bandiera)         | Stati Uniti d'America |
| 189    | 14/10/92 | The Big Fresno Fair, Fresno, CA                    | Stati Uniti (bandiera)         | Stati Uniti d'America |
| 190    | 16/10/92 | Shoreline Amphitheatre, Mountain View, CA          | Stati Uniti (bandiera)         | Stati Uniti d'America |
| 191    | 17/10/92 | Concord Pavillion, Concord, CA                     | Stati Uniti (bandiera)         | Stati Uniti d'America |
| 192    | 18/10/92 | Cal Expr Theatre, Sacramento, CA                   | Stati Uniti (bandiera)         | Stati Uniti d'America |
| 193    | 23/10/92 | Auditorio Nacional, Città del Messico              | Messico (bandiera)             | Messico               |
| 194    | 24/10/92 | Auditorio Nacional, Città del Messico              | Messico (bandiera)             | Messico               |
| 195    | 12/11/92 | Brown County Arena, Green Bay, WI                  | Stati Uniti (bandiera)         | Stati Uniti d'America |
| 196    | 14/11/92 | Mecca Arena, Milwaukee, WI                         | Stati Uniti (bandiera)         | Stati Uniti d'America |
| 197    | 15/11/92 | La Crosse Center, La Crosse, WI                    | Stati Uniti (bandiera)         | Stati Uniti d'America |
| 198    | 17/11/92 | Dane County Arena, Madison, WI                     | Stati Uniti (bandiera)         | Stati Uniti d'America |
| 199    | 18/11/92 | Ball State University, Muncie, IN                  | Stati Uniti (bandiera)         | Stati Uniti d'America |
| 200    | 19/11/92 | Breslin Center, East Lansing                       | Stati Uniti (bandiera)         | Stati Uniti d'America |
| 201    | 21/11/92 | Nutter Center, Dayton, OH                          | Stati Uniti (bandiera)         | Stati Uniti d'America |
| 202    | 22/11/92 | Grand Valley State University, Allendale, MI       | Stati Uniti (bandiera)         | Stati Uniti d'America |
| 203    | 25/11/92 | Civic Center, Erie, PA                             | Stati Uniti (bandiera)         | Stati Uniti d'America |
| 204    | 27/11/92 | Civic Center, Hartford, CT                         | Stati Uniti (bandiera)         | Stati Uniti d'America |
| 205    | 28/11/92 | Civic Center, Providence                           | Stati Uniti (bandiera)         | Stati Uniti d'America |
| 206    | 29/11/92 | Broome County Arena, Binghampton, NY               | Stati Uniti (bandiera)         | Stati Uniti d'America |
| 207    | 01/12/92 | Cumberland County Civic Center, Portland           | Stati Uniti (bandiera)         | Stati Uniti d'America |
| 208    | 02/12/92 | Utica Memorial Arena, Utica, NY                    | Stati Uniti (bandiera)         | Stati Uniti d'America |
| 209    | 04/12/92 | Mark Etess Arena, Trump Taj, Atlantic City, NJ     | Stati Uniti (bandiera)         | Stati Uniti d'America |
| 210    | 05/12/92 | Knickerbocker Arena, Albany, NY                    | Stati Uniti (bandiera)         | Stati Uniti d'America |
| 211    | 06/12/92 | Hershey Park Arena, Hershey, PA                    | Stati Uniti (bandiera)         | Stati Uniti d'America |
| 212    | 08/12/92 | Beacon Theatre, Bethlehem, PA                      | Stati Uniti (bandiera)         | Stati Uniti d'America |
| 213    | 09/12/92 | War Memorial Arena, Johnstown, PA                  | Stati Uniti (bandiera)         | Stati Uniti d'America |
| 214    | 11/12/92 | Roberts Stadium, Evansville, IN                    | Stati Uniti (bandiera)         | Stati Uniti d'America |
| 215    | 12/12/92 | West Virginia University, Morgantown, WV           | Stati Uniti (bandiera)         | Stati Uniti d'America |
| 217    | 31/12/92 | Honolulu, Hawaii                                   | Stati Uniti (bandiera)         | Stati Uniti d'America |
| 218    | 29/01/93 | National Sun Yat-sen Memorial Hall, Taipei         | Taiwan (bandiera)              | Taiwan                |
| 219    | 30/01/93 | National Sun Yat-sen Memorial Hall, Taipei         | Taiwan (bandiera)              | Taiwan                |
| 220    | 31/01/93 | National Sun Yat-sen Memorial Hall, Taipei         | Taiwan (bandiera)              | Taiwan                |
| 221    | 04/02/93 | Hua Mark Indoor Stadium, Bangkok                   | Thailandia (bandiera)          | Thailandia            |
| 222    | 06/02/93 | Indoor Stadium, Singapore                          | Singapore (bandiera)           | Singapore             |
| 223    | 08/02/93 | Budokan, Tokyo                                     | Giappone (bandiera)            | Giappone              |
| 224    | 10/02/93 | Convention Center                                  | Hong Kong (bandiera)           | Hong Kong             |
| 225    | 11/02/93 | Convention Center                                  | Hong Kong (bandiera)           | Hong Kong             |
| 226    | 13/02/93 | Folk Arts Theatre, Manila                          | Filippine (bandiera)           | Filippine             |
| 227    | 14/02/93 | Folk Arts Theatre, Manila                          | Filippine (bandiera)           | Filippine             |
| 228    | 02/03/93 | Rainforest Benefit Show, New York, NY              | Stati Uniti (bandiera)         | Stati Uniti d'America |
| 229    | 03/04/93 | Tri-Cities Coliseum, Kennewick, WA                 | Stati Uniti (bandiera)         | Stati Uniti d'America |
| 230    | 04/04/93 | Beasley Coliseum, Pullman, WA                      | Stati Uniti (bandiera)         | Stati Uniti d'America |
| 231    | 06/04/93 | Casper Events Center, Casper, WY                   | Stati Uniti (bandiera)         | Stati Uniti d'America |
| 232    | 08/04/93 | Civic Center, Bismarck, ND                         | Stati Uniti (bandiera)         | Stati Uniti d'America |
| 233    | 09/04/93 | Fargodome, Fargo, ND                               | Stati Uniti (bandiera)         | Stati Uniti d'America |
| 234    | 10/04/93 | Mayo Civic Center, Rochester, MN                   | Stati Uniti (bandiera)         | Stati Uniti d'America |
| 235    | 12/04/93 | Braden Auditorium, Normal, IL                      | Stati Uniti (bandiera)         | Stati Uniti d'America |
| 236    | 13/04/93 | Savage Hall University, Toledo, OH                 | Stati Uniti (bandiera)         | Stati Uniti d'America |
| 237    | 14/04/93 | Kellogg Center, Battle Creek, MI                   | Stati Uniti (bandiera)         | Stati Uniti d'America |
| 238    | 16/04/93 | US Naval Academy, Annapolis, MD                    | Stati Uniti (bandiera)         | Stati Uniti d'America |
| 239    | 17/04/93 | Lycoming College, Williamsport, PA                 | Stati Uniti (bandiera)         | Stati Uniti d'America |
| 240    | 18/04/93 | Bob Carpenter Center, Univ Of Delaware, Newark, DE | Stati Uniti (bandiera)         | Stati Uniti d'America |
| 241    | 20/04/93 | Leon County Civic Center, Tallahassee, FL          | Stati Uniti (bandiera)         | Stati Uniti d'America |
| 242    | 21/04/93 | Garrett Colliseum, Montgomery, AL                  | Stati Uniti (bandiera)         | Stati Uniti d'America |
| 243    | 22/04/93 | Stephen O'Connell Center, Gainsville, FL           | Stati Uniti (bandiera)         | Stati Uniti d'America |
| 244    | 24/04/93 | Farm Aid VI, Ames, IW                              | Stati Uniti (bandiera)         | Stati Uniti d'America |
| 245    | 25/04/93 | Hearnes Center, Columbia, MO                       | Stati Uniti (bandiera)         | Stati Uniti d'America |
| 246    | 27/04/93 | The Expo Center, Topeka, KS                        | Stati Uniti (bandiera)         | Stati Uniti d'America |
| 247    | 28/04/93 | The Shrine Mosque, Springfield, MO                 | Stati Uniti (bandiera)         | Stati Uniti d'America |
| 248    | 30/04/93 | Chastain Park Amphitheatre, Atlanta, GA            | Stati Uniti (bandiera)         | Stati Uniti d'America |
| 249    | 01/05/93 | Carowinds, Charlotte, NC                           | Stati Uniti (bandiera)         | Stati Uniti d'America |
| 250    | 02/05/93 | Walnut Creek Amphitheatre, Raleigh, NC             | Stati Uniti (bandiera)         | Stati Uniti d'America |
| 251    | 09/07/93 | Sportplatz, Imst                                   | Austria (bandiera)             | Austria               |
| 252    | 10/07/93 | Out In The Green Festival, Frauenfeld              | Svizzera (bandiera)            | Svizzera              |
| 253    | 13/07/93 | Velodrome, San Sebastián                           | Spagna (bandiera)              | Spagna                |
| 254    | 14/07/93 | Pontevedra                                         | Spagna (bandiera)              | Spagna                |
| 255    | 16/07/93 | Cadice Stadium, Cadice                             | Spagna (bandiera)              | Spagna                |
| 256    | 17/07/93 | Algarve,                                           | Portogallo (bandiera)          | Portogallo            |
| 257    | 23/07/93 | Solihull, West Midlands                            | Inghilterra (bandiera)         | Inghilterra           |
| 258    | 24/10/93 | Auditorio Nacional, Città del Messico              | Messico (bandiera)             | Messico               |
| 259    | 11/11/93 | La Tierra Club, Barcellona                         | Spagna (bandiera)              | Spagna                |
| 260    | 29/12/93 | Hilton Convention Center, Giacarta                 | Indonesia (bandiera)           | Indonesia             |
| 261    | 31/12/93 | Singapore Indoor Stadium                           | Singapore (bandiera)           | Singapore             |
| 262    | 3/01/94  | Putra World Trade Center, Kuala Lumpur             | Malaysia (bandiera)            | Malaysia              |
| 263    | 5/01/94  | Coliseum, Kowloon                                  | Hong Kong (bandiera)           | Hong Kong             |
| 264    | 8/01/94  | Branbourne Stadium, Mumbai                         | India (bandiera)               | India                 |
| 265    | 10/01/94 | Al Nasr Ice Rink Arena, Dubai                      | Emirati Arabi Uniti (bandiera) | Emirati Arabi Uniti   |
| 266    | 12/01/94 | Al Ahli Sports Hall, Bahrein                       | Bahrein (bandiera)             | Bahrein               |
| 267    | 13/01/94 | Al Ahli Sports Hall, Bahrein                       | Bahrein (bandiera)             | Bahrein               |
| 268    | 14/01/94 | Hua Mark Indoor Stadium, Bangkok                   | Thailandia (bandiera)          | Thailandia            |
| 269    | 15/01/94 | Ho Chi Minh City, Ho Chi Minh                      | Vietnam (bandiera)             | Vietnam               |
| 270    | 16/01/94 | Phan Din Phoung, Ho Chi Minh                       | Vietnam (bandiera)             | Vietnam               |
| 271    | 17/01/94 | Phan Din Phoung, Vietnam                           | Vietnam (bandiera)             | Vietnam               |
| 272    | 18/01/94 | Municipal Stadium, Taipei                          | Taiwan (bandiera)              | Taiwan                |
| 273    | 20/01/94 | Folk Arts Theatre, Manila                          | Filippine (bandiera)           | Filippine             |

## Waking Up the Neighbours 20th Anniversary Tour 2011/2014
In occasione del 20º anniversario della pubblicazione di Waking up The Neighbours, Adams celebrò questo evento con una serie di concerti in Europa e Canada.
Il "Waking Up the Neighbours 20th Anniversary Tour" iniziò con una serie di concerti nel Regno Unito nel novembre del 2011, per proseguire, alternandosi con il tour acustico The Bare Bones Tour dell'album Bare Bones, nel 2012, 2013 e 2014.

### Date
| Numero | Data       | Luogo                                                | Bandiera                 | Nazione         |
| ------ | ---------- | ---------------------------------------------------- | ------------------------ | --------------- |
| 1      | 24/11/11   | Metro Radio Arena, Newcastle                         | Regno Unito (bandiera)   | Regno Unito     |
| 2      | 25/11/11   | SECC, Glasgow, Scozia                                | -                        | Regno Unito     |
| 3      | 26/11/11   | Exhibition Conference Centre, Aberdeen, Scozia       | -                        | Regno Unito     |
| 4      | 28/11/11   | Echo Arena, Liverpool                                | Regno Unito (bandiera)   | Regno Unito     |
| 5      | 29/11/11   | Capital FM Arena, Nottingham                         | Regno Unito (bandiera)   | Regno Unito     |
| 6      | 30/11/11   | MEN Arena, Manchester                                | Regno Unito (bandiera)   | Regno Unito     |
| 7      | 01/12/11   | Motorpoint Arena, Sheffield                          | Regno Unito (bandiera)   | Regno Unito     |
| 8      | 03/12/11   | Motorpoint Arena, Cardiff, Galles                    | -                        | Regno Unito     |
| 9      | 04/12/11   | LG Arena, Birmingham                                 | Regno Unito (bandiera)   | Regno Unito     |
| 10     | 05/12/11   | BIC, Bournemouth                                     | Regno Unito (bandiera)   | Regno Unito     |
| 11     | 07/12/11   | Brighton Center, Brighton                            | Regno Unito (bandiera)   | Regno Unito     |
| 12     | 08/12/11   | 02 Arena, Londra                                     | Regno Unito (bandiera)   | Regno Unito     |
| 13     | 15/12/11   | Pavilhao Atlantico, Lisbona                          | Portogallo (bandiera)    | Portogallo      |
| 14     | 13/02/12   | Castle Hall, Osaka                                   | Giappone (bandiera)      | Giappone        |
| 15     | 14/02/12   | Century Hall, Nagoya                                 | Giappone (bandiera)      | Giappone        |
| 16     | 15/02/12   | Budokan, Tokyo                                       | Giappone (bandiera)      | Giappone        |
| 17     | 16/02/12   | Budokan, Tokyo                                       | Giappone (bandiera)      | Giappone        |
| 18     | 17/03/12   | The Zenith, Parigi                                   | Francia (bandiera)       | Francia         |
| 19     | 19/03/12   | The Ahoy, Rotterdam                                  | Paesi Bassi (bandiera)   | Paesi Bassi     |
| 20     | 20/03/12   | Sportpaleis, Anversa                                 | Belgio (bandiera)        | Belgio          |
| 21     | 21/03/12   | Lanxess Arena, Colonia                               | Germania (bandiera)      | Germania        |
| 22     | 23/03/12   | HALLENSTADION, Zurigo                                | Svizzera (bandiera)      | Svizzera        |
| 23     | 24/03/12   | Arena Nuernberger, Norimberga                        | Germania (bandiera)      | Germania        |
| 24     | 28/03/12   | Schleyehalle, Stoccarda                              | Germania (bandiera)      | Germania        |
| 25     | 29/03/12   | SAP Arena, Mannheim                                  | Germania (bandiera)      | Germania        |
| 26     | 30/03/12   | Olympiahalle, Monaco di Baviera                      | Germania (bandiera)      | Germania        |
| 27     | 31/03/12   | Kleine Scheidegg, Snowpen Air                        | Svizzera (bandiera)      | Svizzera        |
| 29     | 11/04/12   | Mile One Centre, St. John's, NL                      | Canada (bandiera)        | Canada          |
| 30     | 14/04/12   | Credit Union Place, Summerside, PE                   | Canada (bandiera)        | Canada          |
| 31     | 15/04/12   | Metro Centre, Halifax, NS                            | Canada (bandiera)        | Canada          |
| 32     | 17/04/12   | Bell Centre, Montréal, QC                            | Canada (bandiera)        | Canada          |
| 33     | 18/04/12   | Centre Georges Vezina, Chicoutimi, QC                | Canada (bandiera)        | Canada          |
| 34     | 19/04/12   | Colisee Pepsi, Québec, QC                            | Canada (bandiera)        | Canada          |
| 35     | 02/05/12   | K-Rock Centre, Kingston, ON                          | Canada (bandiera)        | Canada          |
| 36     | 03/05/12   | Air Canada Centre, Toronto, ON                       | Canada (bandiera)        | Canada          |
| 37     | 04/05/12   | Scotiabank Place, Ottawa, ON                         | Canada (bandiera)        | Canada          |
| 38     | 05/05/12   | John Labatt Centre, London, ON                       | Canada (bandiera)        | Canada          |
| 39     | 07/05/12   | Sudbury Arena, Sudbury, ON                           | Canada (bandiera)        | Canada          |
| 40     | 08/05/12   | Essar Centre, Sault Ste Marie, ON                    | Canada (bandiera)        | Canada          |
| 41     | 09/05/12   | Fort William Gardens, Thunder Bay, ON                | Canada (bandiera)        | Canada          |
| 42     | 02/06/12   | Rock In Rio Festival, Lisbona                        | Portogallo (bandiera)    | Portogallo      |
| 43     | 15/06/12   | Save-On-Foods Memorial Centre, Victoria, BC          | Canada (bandiera)        | Canada          |
| 44     | 16/06/12   | Rogers Arena, Vancouver, BC                          | Canada (bandiera)        | Canada          |
| 45     | 17/06/12   | Interior Savings Centre, Kamloops, BC                | Canada (bandiera)        | Canada          |
| 46     | 19/06/12   | Rexall Place, Edmonton, AB                           | Canada (bandiera)        | Canada          |
| 47     | 20/06/12   | Scotiabank Saddledome, Calgary, AB                   | Canada (bandiera)        | Canada          |
| 48     | 21/06/12   | Brandt Centre, Regina, SK                            | Canada (bandiera)        | Canada          |
| 49     | 22/06/12   | MTS Centre, Winnipeg, MB                             | Canada (bandiera)        | Canada          |
| 50     | 27/06/12   | Ice Palac, San Pietroburgo                           | Russia (bandiera)        | Russia          |
| 51     | 29/06/12   | Crocus City Hall, Mosca                              | Russia (bandiera)        | Russia          |
| 52     | 02/07/12   | Arena Riga, Riga                                     | Lettonia (bandiera)      | Lettonia        |
| 53     | 03/07/12   | Siemens Arena, Vilnius                               | Lituania (bandiera)      | Lituania        |
| 54     | 05/07/12   | Stadhalle, Vienna                                    | Austria (bandiera)       | Austria         |
| 55     | 06/07/12   | Arena, Salisburgo                                    | Austria (bandiera)       | Austria         |
| 56     | 07/07/12   | Summer Sound Festival, Sursee                        | Svizzera (bandiera)      | Svizzera        |
| 57     | 26/07/12   | Pawillion 5, Poznań                                  | Polonia (bandiera)       | Polonia         |
| 58     | 27/07/12   | Benadska NOC, Areal Vesec-Liberec                    | Rep. Ceca (bandiera)     | Repubblica Ceca |
| 59     | 28/07/12   | NTC Arena, Bratislava                                | Slovacchia (bandiera)    | Slovacchia      |
| 60     | 29/07/12   | Papp Laszlo Sportarena, Budapest                     | Ungheria (bandiera)      | Ungheria        |
| 61     | 03/08/12   | Konsertfesten, Sundsvall                             | Svezia (bandiera)        | Svezia          |
| 62     | 04/08/12   | Rauma Rock, Andalsnes                                | Norvegia (bandiera)      | Norvegia        |
| 63     | 05/08/12   | Kulasparken, Sarpsborg                               | Norvegia (bandiera)      | Norvegia        |
| 64     | 07/08/12   | Outdoor Park, Linköping                              | Svezia (bandiera)        | Svezia          |
| 65     | 08/08/12   | Smukfest.dk, Skanderborg                             | Danimarca (bandiera)     | Danimarca       |
| 66     | 15/09/12   | Stanley Park, Vancouver, BC                          | Canada (bandiera)        | Canada          |
| 67     | 18/10/12   | Monterrey Arena, Monterrey                           | Messico (bandiera)       | Messico         |
| 68     | 20/10/12   | Mexico City Arena, Città del Messico                 | Messico (bandiera)       | Messico         |
| 69     | 4/03/2013  | Oslo, Old Opera House                                | Norvegia (bandiera)      | Norvegia        |
| 70     | 5/03/2013  | Stoccolma, Concert House                             | Svezia (bandiera)        | Svezia          |
| 71     | 6/03/2013  | Copenaghen, Concert House                            | Danimarca (bandiera)     | Danimarca       |
| 72     | 8/03/2013  | Esbjerg, Musikhuset                                  | Danimarca (bandiera)     | Danimarca       |
| 73     | 9/03/2013  | Skive, Kulturcenter Limfjord                         | Danimarca (bandiera)     | Danimarca       |
| 74     | 10/03/2013 | Brema, Music Theatre                                 | Germania (bandiera)      | Germania        |
| 75     | 11/03/2013 | Berlino, Konzerthause                                | Germania (bandiera)      | Germania        |
| 76     | 4/03/2013  | Oslo, Old Opera House                                | Norvegia (bandiera)      | Norvegia        |
| 77     | 5/03/2013  | Stoccolma, Concert House                             | Svezia (bandiera)        | Svezia          |
| 78     | 6/03/2013  | Copenaghen, Concert House                            | Danimarca (bandiera)     | Danimarca       |
| 79     | 8/03/2013  | Esbjerg, Musikhuset                                  | Danimarca (bandiera)     | Danimarca       |
| 80     | 9/03/2013  | Skive, Kulturcenter Limfjord                         | Danimarca (bandiera)     | Danimarca       |
| 81     | 10/03/2013 | Brema, Music Theatre                                 | Germania (bandiera)      | Germania        |
| 82     | 11/03/2013 | Berlino, Konzerthause                                | Germania (bandiera)      | Germania        |
| 83     | 18/04/2013 | Wollongong, WIN Entertainment Centre                 | Australia (bandiera)     | Australia       |
| 84     | 19/04/2013 | Sydney, Sydney Entertainment Centre                  | Australia (bandiera)     | Australia       |
| 85     | 20/04/2013 | Melbourne, Rod Laver Arena                           | Australia (bandiera)     | Australia       |
| 86     | 22/04/2013 | Wellington, Michael Fowler Centre                    | Nuova Zelanda (bandiera) | Nuova Zelanda   |
| 87     | 23/04/2013 | Auckland, Teatro Civico                              | Nuova Zelanda (bandiera) | Nuova Zelanda   |
| 88     | 24/04/2013 | Adelaide, Entertainment Centre                       | Australia (bandiera)     | Australia       |
| 89     | 26/04/2013 | Newcastle, Newcastle Entertainment Centre            | Australia (bandiera)     | Australia       |
| 90     | 27/04/2013 | Brisbane, Brisbane Entertainment Centre              | Australia (bandiera)     | Australia       |
| 91     | 25/05/2013 | Sønderborg, Castle Augustenborg                      | Danimarca (bandiera)     | Danimarca       |
| 92     | 26/05/2013 | Jelling, Jelling Musik Festival                      | Danimarca (bandiera)     | Danimarca       |
| 93     | 14/06/2013 | Helsinki, Kaisaniemi Park                            | Finlandia (bandiera)     | Finlandia       |
| 94     | 15/06/2013 | Tallinn, Rock Summer Festival Grounds                | Estonia (bandiera)       | Estonia         |
| 95     | 19/06/2012 | Hannover, Parkbuehne                                 | Germania (bandiera)      | Germania        |
| 96     | 20/06/2013 | Amburgo, Stadtpark                                   | Germania (bandiera)      | Germania        |
| 97     | 21/06/2013 | Bielefeld, Soundpark                                 | Germania (bandiera)      | Germania        |
| 98     | 22/06/2013 | Magonza, Zollhafen-Nordmole                          | Germania (bandiera)      | Germania        |
| 99     | 10/07/2013 | Lucca, Lucca Summer Festival                         | Italia (bandiera)        | Italia          |
| 100    | 11/07/2013 | Zurigo, Live At Sunset                               | Svizzera (bandiera)      | Svizzera        |
| 101    | 12/07/2013 | Locarno, Moon & Stars Festival                       | Svizzera (bandiera)      | Svizzera        |
| 102    | 14/07/2013 | Guildford, Magic Summer Live Stoke Park              | Regno Unito (bandiera)   | Regno Unito     |
| 103    | 24/07/2013 | Marbella, StarLite Festival                          | Spagna (bandiera)        | Spagna          |
| 104    | 25/04/2014 | St. John's, Newfoundland, Mile One Centre            | Canada (bandiera)        | Canada          |
| 105    | 26/04/2014 | St. John's, Newfoundland, Mile One Centre            | Canada (bandiera)        | Canada          |
| 106    | 18/04/2014 | Sydney, Nuova Scozia, Centre 200                     | Canada (bandiera)        | Canada          |
| 107    | 29/04/2014 | Summerside, Prince Edward Island, Credit Union Place | Canada (bandiera)        | Canada          |
| 108    | 30/04/2014 | Moncton, Nuovo Brunswick, Moncton Coliseum           | Canada (bandiera)        | Canada          |
| 109    | 3/05/2014  | Saint John, Nuovo Brunswick, Harbour Station         | Canada (bandiera)        | Canada          |
| 110    | 13/06/2014 | Bensheim, Hessentagsarena                            | Germania (bandiera)      | Germania        |
| 111    | 14/06/2014 | Murten, Stars Of Sounds Festival                     | Svizzera (bandiera)      | Svizzera        |
| 112    | 15/06/2014 | Tüßling, Schlosspark                                 | Germania (bandiera)      | Germania        |
| 113    | 18/06/2014 | Brno, Velodrom                                       | Rep. Ceca (bandiera)     | Repubblica Ceca |
| 114    | 19/06/2014 | Klam, Clam Castle                                    | Austria (bandiera)       | Austria         |
| 115    | 20/06/2014 | Salem, Schloss Salem Festival                        | Germania (bandiera)      | Germania        |
| 116    | 21/06/2014 | Hinwil, Rock The Ring Festival                       | Svizzera (bandiera)      | Svizzera        |
| 117    | 22/06/2014 | Bad Kissingen, Luitpoldpark                          | Germania (bandiera)      | Germania        |
| 118    | 28/06/2014 | Cork, Live at the Marquee                            | Irlanda (bandiera)       | Irlanda         |
| 119    | 9/07/2014  | Calgary, Alberta, The Stampede Roundup               | Canada (bandiera)        | Canada          |
| 120    | 12/07/2014 | Kitchener, Ontario, BIG MUSIC FEST McLennan Park     | Canada (bandiera)        | Canada          |
| 121    | 13/07/2014 | Québec, Québec, Festival d'eté de Québec             | Canada (bandiera)        | Canada          |
| 122    | 18/07/2014 | Saskatoon, Saskatchewan, Prairieland Park            | Canada (bandiera)        | Canada          |

## La band
- Bryan Adams - voce, chitarra ritmica e solista
- Keith Scott - chitarra, cori
- Mickey Curry - batteria, percussioni, cori
- Tommy Mandel - pianoforte, tastiere, cori
- Dave Taylor - basso, cori

### La band del Waking Up the Neighbours 20th Anniversary Tour 2011/2014
- Bryan Adams - Chitarra, Cantante
- Keith Scott - Chitarra
- Mickey Curry - Batteria
- Gary Breit  - Tastiere
- Norm Fisher - Basso

## Scaletta
Secondo i dati forniti dal sito web specializzato setlist.fm, le seguenti scalette sono state proposte con maggior frequenza durante la tournée:
Jübek Open Air (8 giugno 1991)
1. She's Only Happy When She's Dancin'
2. Kids Wanna Rock
3. It's Only Love
4. Cuts Like a Knife
5. Take Me Back
6. Hearts on Fire
7. Can't Stop This Thing We Started
8. (Everything I Do) I Do It for You
9. Heaven (Bryan Adams)
10. Heat of the Night
11. Run to You
12. Somebody
13. One Night Love Affair
14. Long Gone
15. Summer of '69

- Can't Stop This Thing We Started e (Everything I Do) I Do It for You, non ancora pubblicate ufficialmente come singoli, furono suonate per la prima volta dal vivo.

Wembley Stadium (18 luglio 1992)
1. House Arrest
2. Kids Wanna Rock
3. All I Want Is You
4. Hey Honey - I'm Packin' You In!
5. Can't Stop This Thing We Started
6. Is Your Mama Gonna Miss Ya?
7. Cuts Like a Knife
8. It's Only Love
9. Touch the Hand
10. Heaven
11. Lonely Nights
12. (Everything I Do) I Do It for You
13. Run to You
14. Somebody
15. When the Night Comes
16. There Will Never Be Another Tonight
17. C'mon Everybody (cover di Eddie Cochran)

1. You Can't Judge a Book by the Cover (cover di Bo Diddley)
2. She's Only Happy When She's Dancin'
3. Summer of '69
4. Straight from the Heart
5. One Night Love Affair
6. Do I Have to Say the Words?

Rogers Arena (16 giugno 2012)
1. House Arrest
2. Somebody
3. Here I Am
4. Kids Wanna Rock
5. Can't Stop This Thing We Started
6. Thought I'd Died and Gone to Heaven
7. I'm Ready
8. Hearts on Fire
9. Do I Have to Say the Words?
10. 18 til I Die
11. Back to You
12. Summer of '69
13. If You Wanna Leave Me (Can I Come Too?)
14. Touch the Hand
15. (Everything I Do) I Do It for You
16. Cuts Like a Knife
17. If Ya Wanna Be Bad Ya Gotta Be Good
18. When You're Gone
19. Heaven
20. Please Forgive Me
21. It's Only Love
22. Cloud Number Nine
23. The Only Thing That Looks Good on Me Is You
24. Run to You
25. There Will Never Be Another Tonight
26. Straight from the Heart
27. Vancouver Bound
28. All for Love